# هنري ألارد
هنري ألارد (بالسويدية: Henry Allard)‏ هو سياسي سويدي، ولد في 21 نوفمبر 1911 في أوربرو في السويد، وتوفي بنفس المكان في 23 أكتوبر 1996. حزبياً، نشط في حزب العمال الديمقراطي الاشتراكي السويدي. وقد انتخب عضو البرلمان السويدي ‏ وانتخب عضو برلمان.